# Gonomyia periploca
Gonomyia periploca är en tvåvingeart som beskrevs av Alexander 1963. Gonomyia periploca ingår i släktet Gonomyia och familjen småharkrankar. Inga underarter finns listade i Catalogue of Life.